# Peter Bosz
Peter Bosz, född 21 november 1963 i Apeldoorn, är en nederländsk fotbollstränare och tidigare spelare. Han är sedan 2023 huvudtränare i PSV Eindhoven.
Peter Bosz spelade åtta landskamper för det nederländska landslaget. Han har bland annat deltagit i fotbolls-EM 1992.